# Crêts du haut-Jura
Crêts du haut-Jura este o arie protejată (arie de protecție specială avifaunistică — SPA) din Franța întinsă pe o suprafață de 17.346 ha, integral pe uscat.

## Localizare
Centrul sitului Crêts du haut-Jura este situat la coordonatele 46°12′16″N 5°55′19″E / 46.20444°N 5.92194°E.

## Înființare
Situl Crêts du haut-Jura a fost declarat arie de protecție specială avifaunistică în baza directivei 79/409 din 1979 referitoare la conservarea păsărilor sălbatice pentru a proteja 14 specii de animale.

## Biodiversitate
Situată în ecoregiunea continentală, aria protejată nu include niciun habitat protejat.
La baza desemnării sitului se află mai multe specii protejate de  păsări (14): minunița (Aegolius funereus), acvilă de munte (Aquila chrysaetos), cocoșul de mesteacăn (Bonasa bonasia), Charadrius morinellus, erete vânăt (Circus cyaneus), ciocănitoare neagră (Dryocopus martius), șoim călător (Falco peregrinus), ciuvică (Glaucidium passerinum), sfrâncioc roșiatic (Lanius collurio), gaia neagră (Milvus migrans), gaia roșie (Milvus milvus), viespar (Pernis apivorus), ciocănitoare de munte (Picoides tridactylus),  cocoș de munte (Tetrao urogallus).
Pe lângă speciile protejate, pe teritoriul sitului au mai fost identificate 3 specii de păsări.